# Крапивин, Юрий Васильевич
Юрий Васильевич Крапивин (26 января 1947 года, СССР — 30 апреля 2015, Москва, Россия) — российский государственный деятель. Руководитель органов государственной охраны России (1995—2000), генерал-полковник (1998).

## Биография
Родился в январе 1947 года, по одним данным в Свердловской, по другим — в Московской области в семье военнослужащего. После школы окончил Московский машиностроительный техникум, затем работал на заводе. После окончания филиала заочного факультета Московского областного института физкультуры в Малаховке проходил службу в Советской Армии.
В молодости занимался биатлоном, выступал за московское «Динамо», воспитанник тренера Виктора Николаевича Бучина. Мастер спорта СССР по биатлону, по другим данным — мастер спорта СССР международного класса, победитель соревнований европейского уровня (1974). В 1971 году на чемпионате СССР завоевал серебряные медали в эстафете в составе второй команды общества «Динамо».
После окончания службы в армии в 1972 году поступил на работу в органы КГБ СССР в качестве сотрудника, вскоре был зачислен на военную службу как офицер. Служил старшим офицером в 9-м Управлении КГБ СССР при Совете министров СССР (охрана высших государственных и партийных лиц), работал в комендатурах различных объектов (здания правительства СССР).
С октября 1983 года — начальник отделения 4-го отдела 9-го Управления КГБ. В период 1986—1991 годов — комендант Большого Кремлёвского Дворца и резиденции коменданта Московского Кремля.
Осенью 1991 года назначен заместителем коменданта Московского Кремля — комендантом комендатуры по охране резиденции Президента СССР и Президента РСФСР, подчиняющейся Управлению охраны при Аппарате Президента СССР. Затем два года являлся заместителем коменданта Московского Кремля — комендантом комендатуры резиденции Президента Российской Федерации.
В 1993 году назначен заместителем начальника, а в июле 1995 — начальником Главного управления охраны Российской Федерации. 19 июня 1996 года Главное управление охраны Российской Федерации, согласно указу Президента Российской Федерации, было переименовано в Федеральную службу охраны Российской Федерации. На следующий день Крапивин был назначен её руководителем и проработал на этой должности по 18 мая 2000 года.
В июне — августе 1996 года, после увольнения Александра Коржакова, одновременно исполнял обязанности руководителя Службы безопасности Президента Российской Федерации. Был членом Совета безопасности Российской федерации с июля 1996 года. С лета 1996 года до весны 1997 года являлся членом Комиссии по высшим воинским должностям, высшим воинским и высшим специальным званиям Совета по кадровой политике при Президенте Российской федерации.
Умер 30 апреля 2015 года. Похоронен на Троекуровском кладбище в Москве.
Награждён орденом «За военные заслуги», медалями СССР и России, Почётной грамотой Правительства Российской федерации (1997), юбилейными знаками СВР России и ФСО России, а также именным огнестрельным и холодным оружием.

## Личная жизнь
Был женат, есть сын.